# جيفري بيرنبوم
جيفري بيرنبوم (بالإنجليزية: Jeffrey Birnbaum) هو صحفي أمريكي، ولد في 1955.

## وصلات خارجية
- جيفري بيرنبوم على موقع إن إن دي بي (الإنجليزية)